# Poroeponides
Poroeponides es un género de foraminífero bentónico de la Subfamilia Eponidinae, de la Familia Eponididae, de la Superfamilia Discorboidea, del Suborden Rotaliina y del Orden Rotaliida. Su especie-tipo es Rosalina lateralis. Su rango cronoestratigráfico abarca desde el Plioceno hasta la Actualidad.

## Clasificación
Poroeponides incluye a las siguientes especies:
- Poroeponides bombayensis †
- Poroeponides bubnanensis †
- Poroeponides cribroconcameratus †
- Poroeponides incrassatus †
- Poroeponides lateralis †
- Poroeponides lateralis variabilis †
- Poroeponides neolateralis †
- Poroeponides speciosus

Otras especies consideradas en Poroeponides son:
- Poroeponides cribrorepandus †, aceptado como Eponides cribrorepandus †
- Poroeponides congestus †, de posición genérica incierta
- Poroeponides pilasensis †, de posición genérica incierta